# Madeline Carroll
Madeline Carroll est une actrice américaine née le 18 mars 1996 à Los Angeles, en Californie.

## Biographie
Madeline Carroll est née et a grandi à Los Angeles, en Californie. Sa mère est femme au foyer et son père est un entrepreneur. Elle a trois frères.

## Carrière

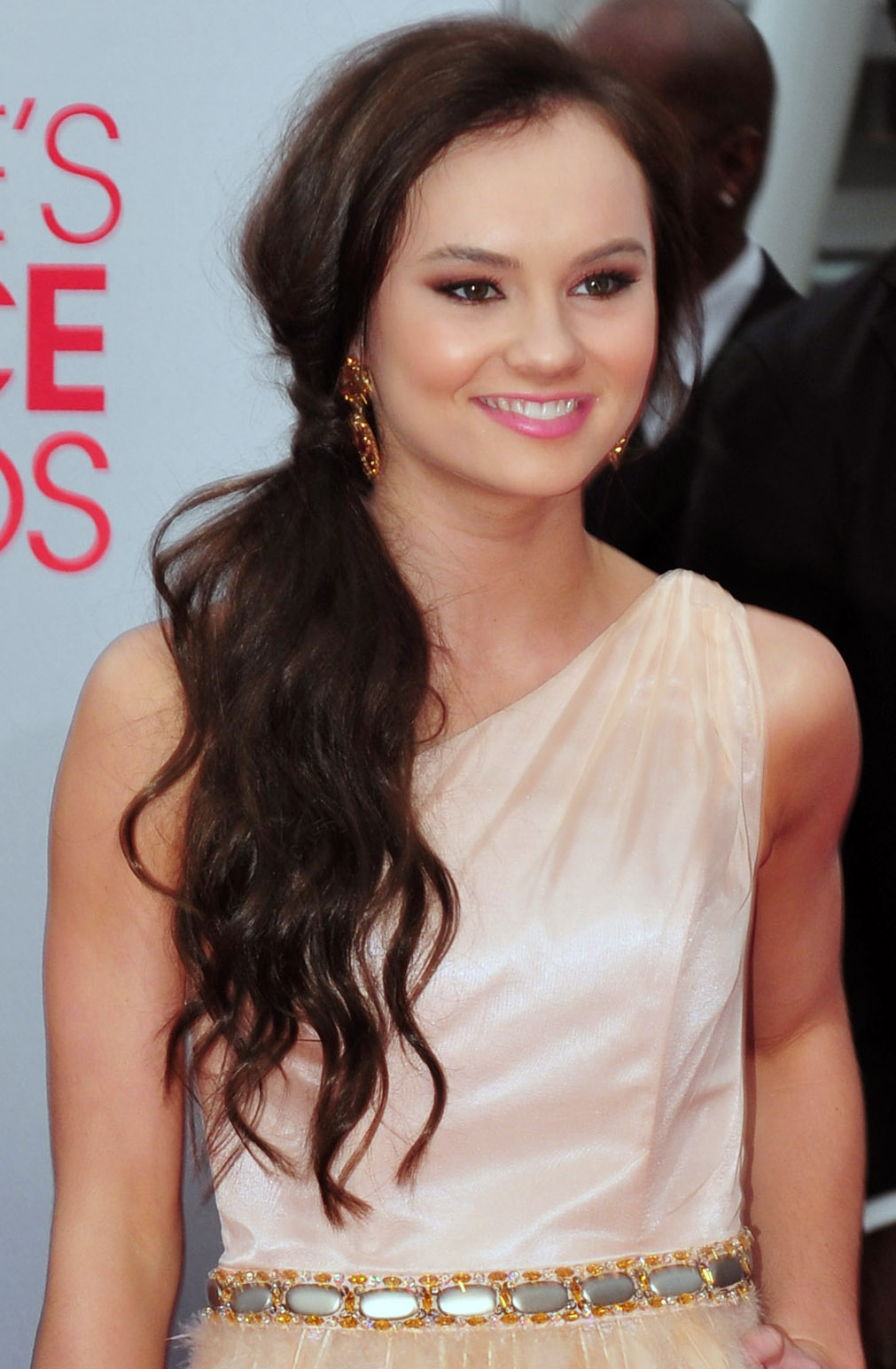
Madeline Carroll en 2012.

Elle est apparue dans un grand nombre de séries télévisées, y compris NCIS : Enquêtes spéciales, Cold Case, Grey's Anatomy, Lie to Me, Night Stalker, Wanted ou encore Lost. Elle a également joué dans les films Super Noël 3 : Méga Givré et Resident Evil: Extinction. Ses premiers rôles majeurs lui ont été offerts avec Swing Vote : La Voix du cœur (sorti en 2008), puis Kung Fu Nanny (2010), où elle joue aux côtés de Jackie Chan. Toujours en 2010, elle a joué dans une adaptation cinématographique du roman Flipped par Wendelin Van Draanen. En marge de sa carrière, elle a tourné quelques publicités.

## Filmographie

### Cinéma

#### Longs métrages
- 2006 : Super Noël 3 : Méga Givré (The Santa Clause 3: The Escape Clause) de Michael Lembeck : Cocoa
- 2006 : Terreur sur la ligne (When a Stranger Calls) de Simon West : Allison Mandrakis
- 2007 : Resident Evil: Extinction (Resident Evil: Extinction) de Russell Mulcahy : La reine Blanche
- 2008 : Swing Vote : La Voix du cœur (Swing Vote) de Joshua Michael Stern : Molly Johnson
- 2009 : Astro Boy de David Bowers : Widget (voix originale)
- 2010 : Kung Fu Nanny (The Spy Next Door) de Brian Levant : Farren
- 2010 : Un cœur à l'envers (Flipped) de Rob Reiner :  Julianna "Juli" Baker
- 2010 : Machine Gun Preacher de Marc Forster : Paige
- 2011 : Monsieur Popper et ses pingouins (Mr. Popper's Penguins) de Mark Waters : Janie
- 2011 : Butterfly Café de Marc Erlbaum : Elly
- 2012 : Un été magique (The Magic of Belle Isle) de Rob Reiner : Willow O'Neil
- 2017 : Zer0-Tolerance de Joseph Forsberg : Alyssa
- 2017 : God Bless the Broken Road de Harold Cronk : Hannah
- 2018 : Indivisible de David G. Evans : Amanda Bradley
- 2018 : I Can Only Imagine des Erwin Brothers : Shannon

#### Courts métrages
- 2007 : Goldfish de Jon Wein : Jenny
- 2010 : Roshambo de Theodore Melfi : Madeline
- 2012 : Shit Italian Moms Say de Zack Bass : Rosalie

### Télévision

#### Séries télévisées
- 2003-2009 : Cold Case : Affaires classées (Cold Case) : Gwen Deamer en 1983 / Hillary Rhodes en 1963 (épisode 2, saison 1 et épisode 21, saison 6)
- 2005 : Wanted : Irene (épisodes 11 et 12, saison 1)
- 2005 : Night Stalker : Le Guetteur (Night Stalker) : Julie Medlock (épisode 1, saison 1)
- 2005 : Hidden Howie: The Private Life of a Public Nuisance : Riley Mandel
- 2006 : Passions : Kay jeune (épisode 1711, saison 1)
- 2006 : All of Us : Elisabeth (épisode 17, saison 3)
- 2007 : Lost : Les Disparus (Lost) : Annie (épisode 20, saison 3)
- 2008 : Grey's Anatomy : Ivy Soltanoff (épisode 9, saison 5)
- 2009 : Lie to Me : Samantha Burch (épisode 6, saison 1)
- 2009 : NCIS : Enquêtes spéciales (NCIS) : Angela Kelp (épisode 9, saison 7)
- 2009 : The Cleaner : Sarah (épisode 06, saison 2)
- 2010 : Private Practice : Maggie (épisode 17, saison 3)
- 2011-2013 : L'Heure de la peur (R.L. Stine's The Haunting Hour) : Jullian / Audrey Miller (épisode 5, saison 1 et épisode 2, saison 4)
- 2014 : Scandal : Karen Grant (épisodes 15 et 18, saison 3)
- 2018 : Esprit criminel : Ally McCready (épisode 5, saison 14)

#### Téléfilms
- 2010 : The Quinn-tuplets de Mimi Leder : Miriam Quinn jeune
- 2013 : Blink : Ari Trask